# Chuck Grassley
Charles Ernest Grassley, detto Chuck (New Hartford, 17 settembre 1933), è un politico statunitense, senatore per lo stato dell'Iowa dal 1981 ed in precedenza membro della Camera dei Rappresentanti per lo stesso stato dal 1975 al 1981. Grassley ricopre inoltre la carica di Presidente pro tempore del Senato degli Stati Uniti d'America dal 2025, dopo averla ricoperta dal 2019 al 2021.
Membro del Partito Repubblicano, Grassley è stato per otto mandati alla Camera dei rappresentanti dell'Iowa (1959–1975) e per tre mandati alla Camera dei rappresentanti degli Stati Uniti (1975–1981). Per tre periodi è stato presidente della Commissione Finanze del Senato allorquando la maggioranza al Senato era repubblicana. Quando il mandato di Orrin Hatch al Senato è terminato il 3 gennaio 2019 dopo il suo ritiro, Grassley è diventato il repubblicano più anziano del Senato e il suo presidente pro tempore. È membro della Massoneria.

## Biografia
Grassley è nato a New Hartford, Iowa, figlio di Ruth (nata Corwin) e Louis Arthur Grassley, ed è cresciuto in una fattoria. Si è diplomato al liceo cittadino. All'Iowa State Teachers College (ora University of Northern Iowa), ha conseguito un Bachelor of Arts nel 1955 e un Master of Arts in scienze politiche nel 1956.

## Vita privata
Chuck Grassley e Barbara Ann Speicher si sposarono il 22 agosto 1954. Hanno cinque figli: Lee, Wendy, Robin, Michele e Jay. Suo nipote, Pat Grassley, è un membro della Camera dei rappresentanti dell'Iowa.  Grassley è anche noto per la sua "guerra" di lunga data ampiamente segnalata con History Channel; ha costantemente accusato la rete di presentare poca programmazione storica.
Secondo OpenSecrets, il patrimonio netto di Grassley era di oltre 7,5 milioni di dollari  nel 2018.